# Рондон, Хосе Саломон
Хосе́ Саломо́н Рондо́н Химе́нес (исп. José Salomón Rondón Giménez; 16 сентября 1989, Каракас, Венесуэла) — венесуэльский футболист, центральный нападающий клуба «Пачука» и национальной сборной Венесуэлы, на правах аренды выступающий за «Реал Овьедо». Лучший бомбардир в истории национальной сборной.

## Биография
Первым профессиональным клубом Рондона стал венесуэльский «Арагуа», в составе которого он победил в Кубке Венесуэлы и был признан лучшим молодом игроком чемпионата Венесуэлы 2007/08. В 2008 году перешёл в испанский «Лас-Пальмас», за который два сезона отыграл в Сегунде, а затем был куплен «Малагой», выступавшей в чемпионате Испании. Забив за два сезона 25 голов в Ла Лиге, футболист был приобретён казанским «Рубином» за рекордную для венесуэльских игроков сумму — 10 млн евро. В команде Курбана Бердыева Саломон стал основным нападающим и принял участие в 1/4 финала Лиги Европы. В январе 2014 года перешёл в санкт-петербургский «Зенит», в составе которого стал чемпионом России и обладателем Суперкубка страны. После ужесточения лимита на легионеров в чемпионате России был продан в команду английской Премьер-лиги «Вест Бромвич Альбион».
Лучший бомбардир в истории национальной сборной Венесуэлы. Участник четырёх Кубков Америки: 2011, 2015, 2016 и 2019 годов.

## Клубная карьера

### Ранние годы

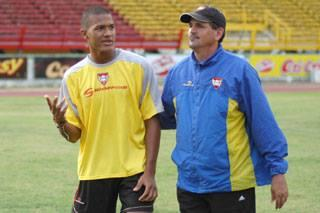
Рондон (слева) в составе «Арагуа»

Хосе Саломон Рондон родился 16 сентября 1989 года в столице Венесуэлы Каракасе, став вторым ребёнком в семье. Отец — Хосе Рафаэль Рондон — преподаватель химии, мать до рождения детей занималась медициной, у Саломона есть старший брат и младшая сестра. С раннего возраста Рондон увлекался спортом — наиболее популярными в Венесуэле бейсболом, баскетболом и футболом. В детстве Саломон любил смотреть игры «Барселоны» и ходил с отцом на стадион поддержать местный футбольный клуб «Каракас».
В возрасте семи лет родители отдали Саломона в местную футбольную школу «Сан Хосе де Каласанс», где он занимался до пятнадцати лет, пока не перешёл в любительский клуб «Депортиво Гулима» из пригорода Каракаса Сан-Антонио-де-лос-Альтос. Параллельно с футболом Рондон занимался баскетболом, где добился определённых успехов и получил вызов в юношескую сборную Венесуэлы. Однако, посоветовавшись с отцом, Саломон принял решение продолжать карьеру футболиста.
Отыграв один сезон в «Депортиво Гулима», в 2006 году в возрасте 16 лет Рондон подписал профессиональный контракт с футбольным клубом «Арагуа» из города Маракая. По словам футболиста, он выбрал клуб из другого города из-за напряжённой криминальной обстановки в Каракасе.

### «Арагуа»
Дебют Рондона за новую команду в чемпионате Венесуэлы состоялся 8 октября 2006 года в матче-дерби против футбольного клуба «Карабобо», закончившемся поражением «Арагуа» со счётом 1:3. Первые голы за «Арагуа» в официальных матчах Рондон забил спустя шесть месяцев — 8 апреля 2007 года он принёс ничью своей команде в матче против «Каракаса», забив голы на 58-й и 64-й минутах. Всего в сезоне 2006/07 Рондон отличился семь раз.
9 сентября 2007 года Рондон дебютировал в Кубке Венесуэлы в матче против «Яракуяноса». «Арагуа» одержал победу в дополнительное время, Саломон отыграл весь матч и забил на 107-й минуте. Всего по итогам сезона в Кубке Венесуэлы он выступил в 9 матчах и забил 3 мяча, а для его команды сезон завершился выигрышем Кубка. В чемпионате Венесуэлы 2007/08 Рондон принял участие в 28 матчах и забил 8 мячей. По итогам чемпионата футболист был признал его лучшим молодым игроком. Удачное выступление на родине привлекло к нападающему внимание европейских клубов.

### «Лас-Пальмас»

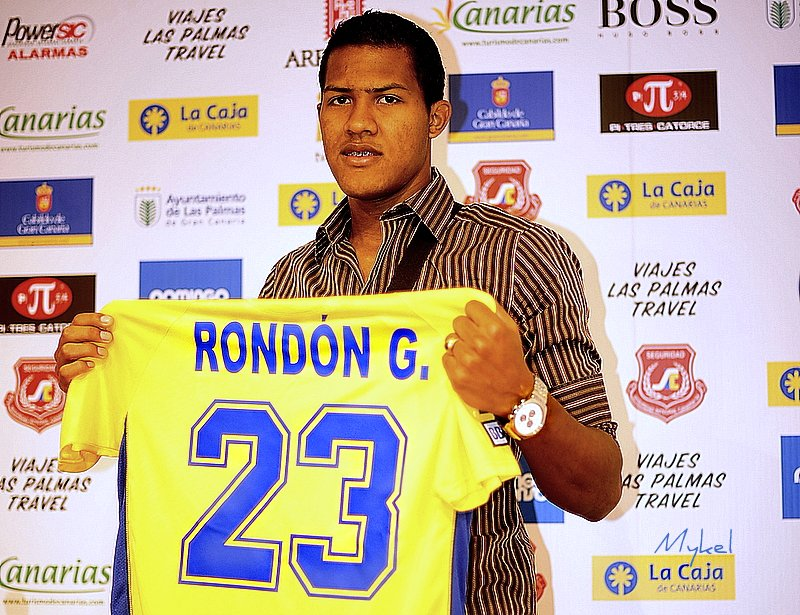
Рондон с футболкой испанского «Лас-Пальмас»

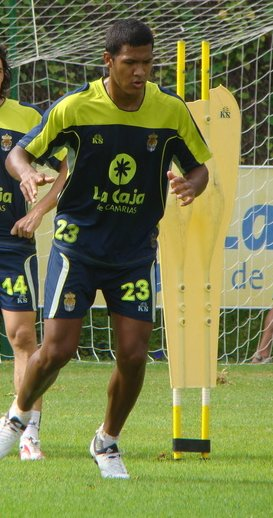
Рондон в составе «Лас-Пальмас»

Летом 2008 года Саломон Рондон заключил контракт с испанским клубом «Лас-Пальмас» из второго испанского дивизиона на три года с возможностью продления ещё на сезон. «Арагуа» решительно возражал против перехода, однако венесуэльский клуб оказался в юридически проигрышной ситуации: права на Рондона принадлежали его родителям, таким образом, «Лас-Пальмасу» не требовалось обращаться в «Арагуа», чтобы получить права на игрока, и Хосе перешёл в испанскую команду без финансовой компенсации, причём «Лас-Пальмас» получил 35 % прав на игрока. Более того, контракт Рондона с «Арагуа» вообще не имел юридической силы, так как был подписан его отцом ещё до совершеннолетия игрока, но клуб воспользовался правом его одностороннего продления. 10 августа на «Эстадио де Гран Канариа» Рондон был представлен болельщикам, а вскоре дебютировал в товарищеских матчах команды, однако 27 августа Федерация Футбола Венесуэлы отказалась передать международную трансферную карту игрока «канарейкам», таким образом поддержав позицию «Арагуа». «Лас-Пальмас» предвидел эту ситуацию и обратился за разрешением спора в вышестоящую инстанцию — арбитраж ФИФА; 17 сентября суд вынес решение в пользу испанского клуба, и 29 сентября «Лас-Пальмас» получил документы, дающие игроку право выступать в официальных соревнованиях.
Дебют нападающего за новую команду состоялся 5 октября 2008 года в матче против «Депортиво Алавес», который «Лас-Пальмас» проиграл со счётом 1:2. Всего в первом сезоне за испанский клуб Рондон провёл 10 матчей, в основном выходя на замену, и не забил ни одного мяча. В итоговой таблице Сегунды «Лас-Пальмас» занял 18-е место, с трудом избежав вылета в третий дивизион.
Следующий сезон стал для Рондона более успешным. Первые голы в Испании он забил 2 сентября 2009 года, дважды отметившись точными ударами по воротам «Кадиса» во втором раунде Кубка Испании. Рондон стал самым молодым иностранным игроком, забившим гол за «Лас-Пальмас» — на тот момент ему было 19 лет, 11 месяцев и 22 дня. Следующий матч в Кубке Испании, проигранный соперникам из «Рекреативо» со счётом 1:2, «Лас-Пальмас» провёл без Рондона, отпущенного на молодёжный чемпионат мира. Первыми голами в Сегунде Рондон отметился 3 января 2010 года, дважды отличившись в матче против «Эльче». До конца чемпионата нападающий сумел забить ещё 8 мячей, а его команда заняла 17-е место. Хорошая игра Рондона во второй части сезона заинтересовала руководство «Малаги», выступавшей в высшем дивизионе чемпионата Испании.

### «Малага»

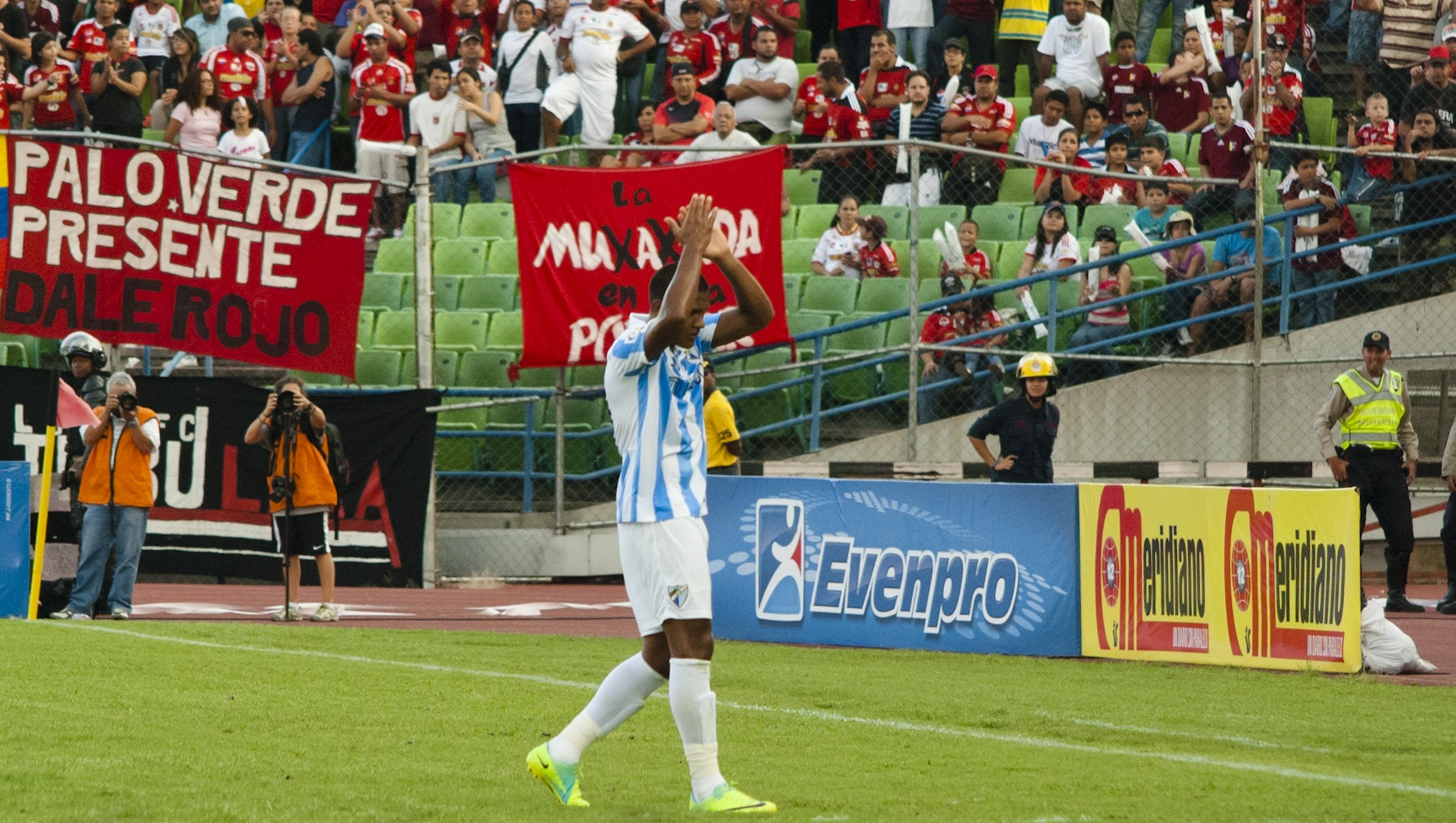
Хосе Соломон прощается с «Малагой» за неделю до ухода из клуба

19 июля 2010 Рондон стал игроком «Малаги». Сумма трансфера составила 3,5 млн евро. За новую команду нападающий дебютировал 28 августа 2010 года в 1-м туре чемпионата Испании, выйдя в стартовом составе в домашней игре против «Валенсии». Первый гол Рондон забил спустя два месяца, 19 сентября 2010 года, в проигранном со счётом 1:2 матче против «Севильи». 30 октября он получил травму — повреждение четырёхглавой мышцы правого бедра, вследствие чего пропустил четыре игры команды, вновь появившись на поле 28 ноября. 22 декабря 2010 Рондон сделал дубль, дважды забив в ворота «Севильи» в первом матче 1/8 финала Кубка Испании. Несмотря на это, «Малага» проиграла эту и ответную встречи, пропустив «Севилью» в четвертьфинал. 1 мая 2011 года Рондон в домашней игре «Малаги» против «Эркулеса» забил гол, ставший тысячным для «Малаги» в официальных матчах. Для самого футболиста он стал 13-м в чемпионате, тем самым Рондон установил новый рекорд для венесуэльских футболистов в Ла Лиге — до него больше всех за сезон в чемпионате Испании из венесуэльцев забивал Хуан Аранго, забивший в сезоне 2007/2008 в ворота соперников 12 раз. Всего в сезоне 2010/11 Рондон провёл за «Малагу» 30 матчей в чемпионате и 2 в Кубке Испании, забив 14 голов в чемпионате и 2 мяча в Кубке. Команда заняла 11-е место в чемпионате, а Рондон стал её лучшим нападающим, замкнув десятку лучших бомбардиров Ла Лиги.
Сезон 2011/12 Саломон начал на скамейке запасных, уступив место на поле таким игрокам, как ветеран Руд ван Нистелрой и Санти Касорла, которые усилили состав «Малаги» летом 2011 года. Выступление рядом с такими футболистами позволило Рондону получить новый опыт. Спустя несколько месяцев Саломону удалось вытеснить из стартового состава возрастного ван Нистелроя, у которого произошёл рецидив травмы колена. Первый гол в сезоне Рондон забил 30 октября 2011 года в 11-м туре чемпионата Испании, отметившись точным ударом на 5-й минуте в домашней игре против «Эспаньола». Всего до конца сезона Рондон забил ещё 10 голов, в том числе в обоих матчах «Малаги» с «Барселоной», и вновь стал лучшим бомбардиром команды.

### «Рубин»

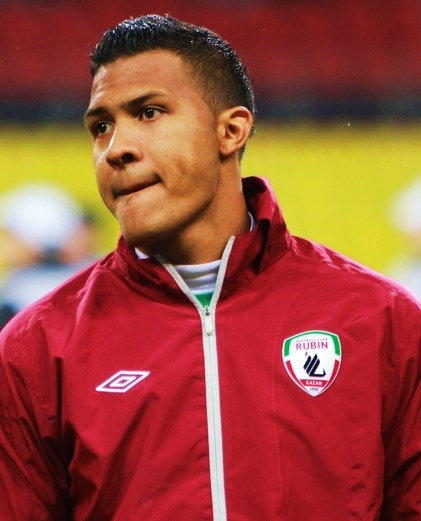
Рондон в составе «Рубина» перед матчем Лиги Европы против «Челси»

5 августа 2012 года Рондон покинул «Малагу», подписав четырёхлетний контракт с казанским «Рубином». Сумма трансфера составила 10 млн евро, что сделало Рондона самым дорогим венесуэльским футболистом в истории.
Дебют Рондона за новый клуб состоялся 12 августа 2012 года, когда он вышел на замену в матче 4-го тура чемпионата России против московского «Динамо». По словам футболиста, он быстро освоился в команде. Первый гол за «Рубин» игрок забил 1 сентября в домашнем матче против «Терека». Удачно Рондон проявил себя на групповой стадии Лиги Европы — в шести играх он сумел забить четыре раза, отличившись в двух матчах против миланского «Интера», а также во встрече против сербского «Партизана». По ходу сезона игрок окончательно закрепился в основном составе «Рубина». В начале апреля 2013 года Рондон принял участие в обоих матчах четвертьфинала Лиги Европы против лондонского «Челси». Забить английской команде Рондон не сумел, а сама команда Курбана Бердыева в упорной борьбе уступила будущему обладателю трофея. В чемпионате России «Рубин» занял 6-е место, пробившись в Лигу Европы. Рондон с 7 голами стал (вместе с Владимиром Дядюном) вторым бомбардиром команды в чемпионате.
В новом сезоне Рондон сохранил статус основного нападающего команды, отыграв 9 матчей без замен подряд и забив в них 5 мячей, в том числе сделав хет-трик в матче против «Урала». В Лиге Европы «Рубин» успешно преодолел квалификационные раунды и вышел в групповой этап. Венесуэлец принял участие в 5 встречах и забил 4 гола. 22 сентября 2013 года в матче против «Томи» Рондон получил перелом пятой плюсневой кости левой ноги и выбыл из строя на два месяца. На поле нападающий вернулся 28 ноября, выйдя на замену в матче Лиги Европы против «Марибора». На зимний перерыв в чемпионате «Рубин» ушёл, находясь на 11-м месте, однако по итогам сезона сумел попасть в плей-офф Лиги Европы, Рондон при этом отметился двумя голами в трёх матчах группового этапа.

### «Зенит»

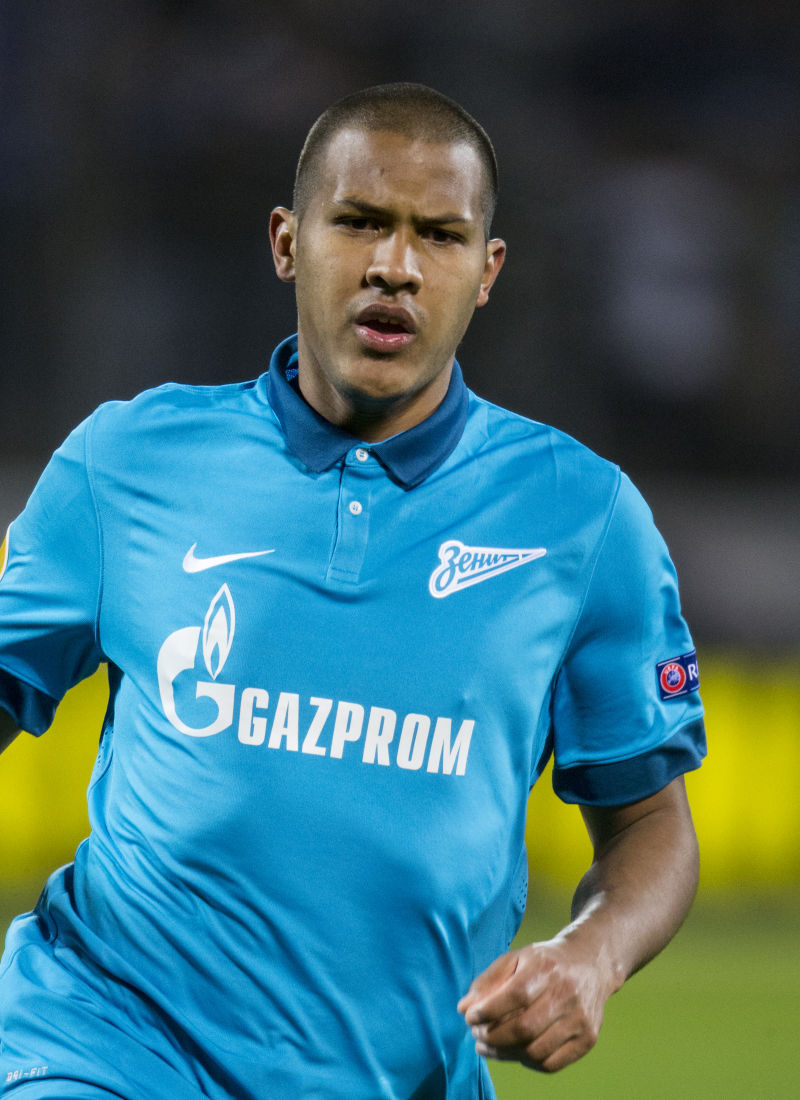
Рондон в составе «Зенита»

31 января 2014 года Саломон Рондон перешёл в санкт-петербургский «Зенит», подписав контракт на 4,5 года. Сумма сделки составила 18 млн евро, в неё были включены комиссия испанскому агенту футболиста и подписной бонус. Дебют Рондона за «сине-бело-голубых» состоялся 25 февраля 2014 года в домашнем матче 1/8 финала Лиги чемпионов против дортмундской «Боруссии». Рондон начал матч в стартовом составе и на 58-й минуте попал в штангу, на добивании сыграл Олег Шатов. Тем не менее «Зенит» потерпел поражение со счётом 2:4. Первый мяч за новый клуб Рондон забил 19 марта в ответном матче против «Боруссии», на 73-й минуте нанеся точный удар по воротам Романа Вайденфеллера. «Зенит» одержал победу 2:1, но по сумме встреч в четвертьфинал прошла немецкая команда. Пришедший в марте 2014 года новый главный тренер «Зенита» Андре Виллаш-Боаш сумел встроить Рондона в игру «Зенита». За остаток сезона в чемпионате России Саломон показал высокую результативность — 7 мячей в 10 матчах. Три из семи голов он забил в матче против своей бывшей команды — «Рубина», выйдя при этом на замену на 66-й минуте матча. Отличная форма венесуэльца, дополненная его универсальностью в атаке, позволила ему в концовке чемпионата фактически вытеснить из состава «Зенита» Александра Кержакова. «Зенит» по итогам сезона занял второе место в чемпионате, а Рондон, сыграв в десяти матчах за новый клуб, стал третьим бомбардиром команды в чемпионате.
Начало сезона 2014/15 стало для Саломона и его напарника в атаке Халка очень результативным — в трёх первых матчах чемпионата России они на двоих набрали 11 очков по системе «гол+пас». 6 августа 2014 года венесуэлец забил мяч в ворота кипрского АЕЛа, который стал 200-м голом «Зенита» в еврокубковых турнирах, а 20 сентября — три мяча в матче против «Ростова», первый из которых стал 300-м голом легионеров «Зенита» из дальнего зарубежья. По итогам сентября Рондон получил премию «Лучший игрок месяца». После этого в его игре наступил спад, и до конца календарного года он сумел забить только один гол — «Байеру» в Лиге чемпионов 2014/2015. По итогам группового этапа «Зенит» занял третье место и попал в 1/16 финала Лиги Европы.
В ходе зимнего перерыва Рондон снова набрал хорошую форму, став лучшим бомбардиром «Зенита» в товарищеских матчах. Свои первые официальные голы в новом году Саломон забил 26 февраля, сделав дубль в ответном матче 1/16 финала Лиги Европы против нидерландского ПСВ. В этом сезоне «Зенит» дошёл до четвертьфинала Лиги Европы, где Рондон забил свой третий гол в этом турнире и стал первым венесуэльцем, забивавшим на этой стадии в европейских кубковых турнирах. Кроме того, этот гол позволил ему войти в четверку лучших еврокубковых бомбардиров российских клубов. В чемпионате России нападающий отметился ещё 6 голами после зимнего перерыва и закончил сезон с 13 мячами на втором месте в списке лучших бомбардиров турнира (совместно с Квинси Промесом и Романом Ерёменко), уступив своему партнёру по команде Халку. В составе «Зенита» Рондон стал чемпионом России и занял второе место на своей позиции в списке 33 лучших футболистов чемпионата России. Летом 2015 года в прессе появилась информация о том, что Рондоном, благодаря его удачному выступлению в России и хорошей игре за сборную Венесуэлы, заинтересовались такие европейские клубы, как «Ливерпуль», «Атлетико» и «Рома». Вероятность ухода Рондона из клуба повысилась после ужесточения лимита на легионеров.
12 июля Рондон вместе с «Зенитом» стал обладателем Суперкубка России 2015, в котором вышел на замену вместо Артёма Дзюбы на 64-й минуте, а его команда победила «Локомотив» в серии пенальти. Матч 1-го тура чемпионата России 2015/16 против московского «Динамо», сыгранный 19 июля 2015 года, стал для Рондона последним в составе «Зенита». Следующие два тура нападающий оставался на скамейке запасных, а затем покинул команду.

### «Вест Бромвич Альбион»

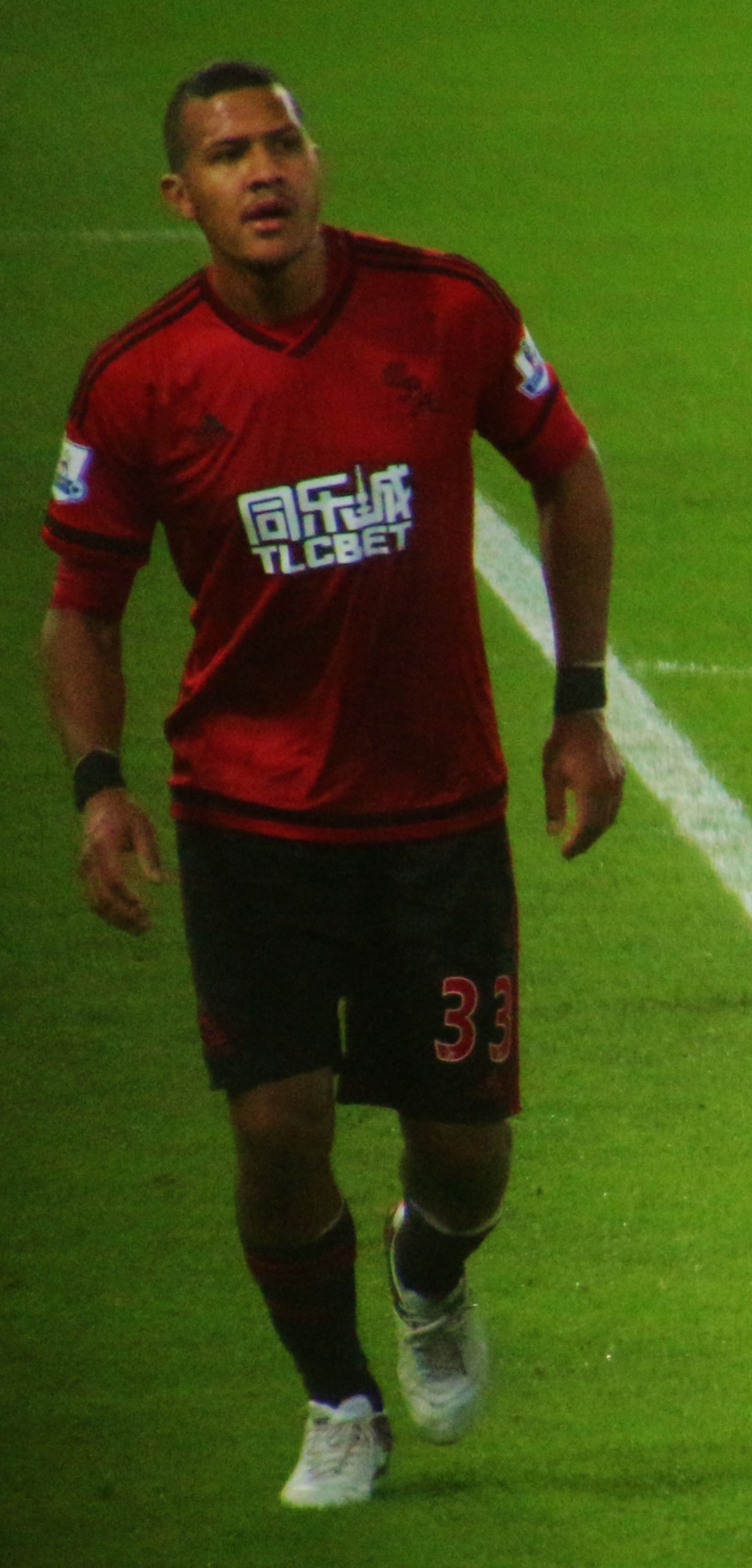
Рондон в составе «Вест Бромвич Альбион»

10 августа 2015 года Рондон подписал четырёхлетний контракт с английским клубом «Вест Бромвич Альбион». Сумма трансфера составила около 12 млн фунтов, что сделало венесуэльца самым дорогим игроком в истории клуба. По словам главного тренера английского клуба Тони Пьюлиса, перед покупкой венесуэльца он говорил с его бывшими тренерами, Мануэлем Пеллегрини и Андре-Виллашем Боашем, которые посоветовали «Вест Бромвичу» приобрести Рондона. Дебют Рондона в английской Премьер-лиге состоялся 15 августа 2015 года в матче против «Уотфорда» — на 62-й минуте он заменил Крэйга Гарднера. Первый гол в чемпионате Англии нападающий забил 29 августа, проведя единственный мяч в ворота оставшегося вдевятером «Сток Сити». 19 декабря в матче с «Борнмутом» Рондон получил красную карточку за удар головой в лицо игрока соперника Дэна Гослинга. За карточкой последовала трёхматчевая дисквалификация и штраф от клуба. Переход в более сильную лигу и перестройка под стратегию игры нового клуба для Рондона сказались падением результативности, кроме того, по словам футболиста, на него давила сумма, заплаченная за его трансфер клубом. Тем не менее со временем Рондон освоился в команде, сумев победить в конкурентной борьбе с Сейдо Берахино, Рики Ламбертом и Виктором Аничебе, и закончил чемпионат с 9 голами в 34 матчах, став лучшим бомбардиром команды. Голы Рондона внесли большой вклад в результаты команды в чемпионате. «Вест Бромвич» завершил сезон на 14-м месте, став второй с конца командой чемпионата по количеству забитых мячей.
Сезон 2016/17 Рондон начал с победного гола в гостевом матче 1-го тура АПЛ против «Кристал Пэлас». Затем хорошая форма футболиста на старте сезона позволила ему забить ещё два гола в сентябрьских матчах против «Вест Хэма» и «Стока». 14 декабря 2016 года оформил свой первый хет-трик в английской карьере в матче, в котором «Вест Бром» разгромил «Бернли» со счётом 4:0. Все три гола в этой игре Рондон забил головой, что стало лишь вторым таким случаем в истории АПЛ. В сезоне 2016/17 Рондон принял участие во всех 38 матчах «Вест Бромвича» в Премьер-лиге и забил восемь голов.
В сезоне 2017/18 забил семь голов в 36 матчах за «Вест Бромвич» в АПЛ. По итогам сезона клуб венесуэльца занял последнее место в чемпионате и вылетел из Премьер-лиги. Для Рондона этот сезон также ознаменовался неприятным эпизодом в игре против «Эвертона» 20 января 2018 года, когда он случайно сломал ногу полузащитнику «ирисок» Джеймсу Маккарти. Осознав тяжесть травмы, которую он нанёс сопернику, Рондон заплакал прямо на поле.

#### Аренда в «Ньюкасл Юнайтед»
6 августа 2018 года Рондон на правах аренды сроком на один год перешёл в «Ньюкасл Юнайтед». В обратном направлении в сезонную аренду поехал английский форвард Дуайт Гэйл. Дебют венесуэльца за новую команду состоялся 11 августа в матче с «Тоттенхэмом», однако первые голы за «Ньюкасл» Рондон забил только три месяца спустя, оформив дубль в матче с «Борнмутом» 10 ноября 2018 года. 29 января 2019 года Соломон на 66-й минуте поразил ворота действующих чемпионов Англии «Манчестер Сити», сравняв тем самым счёт. В конечном итоге «сороки» одержать волевую победу со счётом 2:1. Всего за сезон Рондон сумел забить 11 голов и отдать 8 голевых передач, тем самым проведя самый результативный сезон в своей английской карьере. По его итогам «Ньюкасл» сумел занять в чемпионате Англии 13-е место, а сам Рондон был признан лучшим игроком команды в сезоне.

### «Далянь Профешнл»
19 июля 2019 года Рондон стал футболистом китайского клуба «Далянь Ифан», который возглавил Рафаэль Бенитес, знавший венесуэльца по работе в «Ньюкасле». На следующий день Рондон дебютировал за новый клуб, выйдя на замену в матче против клуба «Тяньцзинь Тэда» на 59-й минуте, и забил гол, позволивший «Даляню» уйти от поражения (3:3). Ещё через две недели сумел оформить свой первый дубль в чемпионате Китая, дважды отличившись в игре против клуба «Чунцин Лифань». Игра завершилась победой клуба Рондона со счётом 3:1. Всего до конца сезона 2019 Рондон принял участие в 11 матчах «Даляня» и забил пять голов.
В чемпионате Китая 2020, который из-за пандемии COVID-19 стартовал лишь в июле, сыграл в 16 матчах «Даляня», в которых забил девять голов. Не участвовал венсуэлец только в последних четырёх играх сезона.

#### Аренда в ЦСКА
15 февраля 2021 года был арендован российским клубом ЦСКА до конца сезона 2020/21. 21 февраля дебютировал за московский клуб, выйдя на замену в матче 1/8 финала Кубка России против «СКА-Хабаровск». В матче с «Ахматом», сыгранном 6 марта, венесуэлец забил первый гол за «армейцев», реализовав пенальти, а также отдал голевую передачу на Николу Влашича, после чего был признан лучшим игроком матча. 17 марта забил гол в ворота своей бывшей команды — «Зенита», но это не помогло его клубу победить (матч закончился со счётом 2:3). 18 мая 2021 года ЦСКА объявил об уходе Рондона по окончании аренды. Всего за 10 игр чемпионата страны в составе ЦСКА футболист забил четыре гола, а также сыграл три матча в Кубке России, выходя на замены.

### «Эвертон»
31 августа 2021 года вернулся в АПЛ, подписав контракт на 2 года с футбольным клубом «Эвертон». Ливерпульский клуб стал уже третьим в карьере футболиста, где он будет работать под руководством главного тренера Рафаэля Бенитеса. Дебют Рондона в новом клубе состоялся 13 сентября, когда он вышел на замену за 10 минут до конца матча «Эвертона» против «Бернли», который закончился победой «Эвертона» со счётом 3:1.

### «Ривер Плейт»
В январе 2023 года в качестве свободного агента перешёл в аргентийский «Ривер Плейт». В его составе провёл 34 матча во всёх турнирах и забил 10 голов.

### «Пачука»
31 декабря 2023 года заключил контракт с мексиканским клубом «Пачука».

## Карьера в сборной
3 февраля 2008 года в товарищеском матче против сборной Гаити Рондон в возрасте 18 лет впервые вышел на поле в составе сборной Венесуэлы. 23 марта того же года в товарищеском игре против сборной Сальвадора он забил свой первый гол за национальную команду.
В 2009 году в составе молодёжной сборной Венесуэлы Саломон принял участие в чемпионате мира в Египте. На групповом этапе турнира Рондон сыграл в матчах против команд Нигерии и Таити. В игре против Таити Саломон сделал хет-трик, а матч закончился крупной победой Венесуэлы со счётом 8:0. Венесуэла вышла в 1/8 финала, где в матче с командой ОАЭ усилиями Саломона открыла счёт на 12-й минуте, но на 22-й и 83-й минутах пропустила голы и выбыла из соревнования. С четырьмя голами в трёх матчах Рондон стал третьим бомбардиром турнира. 14 октября 2009 года Саломон сыграл 16 минут в матче отборочного турнира Чемпионата мира 2010 года против сборной Бразилии, закончившемся нулевой ничьей.
В 2011 году Саломон попал в заявку сборной на участие в Кубке Америки в Аргентине. На групповом этапе Рондон сыграл в матчах против Бразилии, Эквадора и Парагвая. В матче с парагвайцами Рондон на 6-й минуте открыл счёт, а на 90-й минуте отдал голевой пас на Мику. В четвертьфинале Венесуэла победила команду Чили со счётом 2:1, но в полуфинале в серии послематчевых пенальти уступила сборной Парагвая; Рондон отыграл при этом все 120 минут. В матче за третье место венесуэльцы потерпели поражение от Перу со счётом 1:4, Рондон вышел на поле на 61-й минуте, но помочь своей команде не смог.
Отборочный турнир к чемпионату мира 2014 года Рондон провёл, будучи основным нападающим команды. Он принял участие в 12 матчах квалификации и забил 4 гола, став лучшим бомбардиром Венесуэлы в отборочном турнире. По результатам квалификации чемпионата мира 2014 года Венесуэла заняла шестое место из девяти и не сумела отобраться в финальную часть соревнований. 9 сентября 2014 года Рондон принял участие в товарищеском матче против сборной Японии, который завершился ничьей 2:2. Однако нападающий не имел права появляться на поле, так как не отбыл дисквалификацию за полученную в прошлом товарищеском матче красную карточку. В результате Венесуэле было засчитано техническое поражение.
В 2015 году Саломон принял участие в Кубке Америки, проходящем в Чили. На турнире он сыграл во всех матчах группового этапа против сборных Колумбии, Перу и Бразилии и в игре против колумбийцев забил на 60-й минуте гол, принесший его команде победу. В двух других матчах Венесуэла потерпела поражения и выбыла из турнира.
В ходе конфликта в конце 2015 года между руководством футбольной федерации Венесуэлы и игроками национальной команды Рондон стал одним из пятнадцати футболистов, заявивших о том, что они бойкотируют оставшиеся матчи отборочного турнира к чемпионату мира, если свои посты не покинет руководство футбольной федерации. Причиной этого конфликта стали обвинения со стороны главы федерации Лауреано Гонсалеса в адрес игроков сборной в том, что они организовали заговор против тренера, пытаясь добиться его отставки. По мнению футболистов, руководство венесуэльской федерации некомпетентно и вредит развитию футбола в стране. Тем не менее, Рондон принял участие в последующих играх отборочного турнира.
Первый матч группового этапа Кубка Америки 2016 стал для Рондона 50-м в составе национальной сборной. Венесуэла вышла в четвертьфинал турнира, где разгромно уступила Аргентине. Рондон сыграл во всех четырёх матчах своей команды на турнире и забил два гола — Уругваю и Аргентине.
9 июня 2019 года, после дубля в товарищеской победе над США со счётом 3:0 в Цинциннати, Рондон стал лучшим бомбардиром Венесуэлы за все время с 24 голами. До него обладателем титула был Хуан Аранго.

## Стиль игры
Рондон — рослый и атлетичный игрок, лучше всего проявляющий себя в борьбе за мяч и игре в штрафной площади. Футболист хорошо играет головой, а физическая сила позволяет «продавливать» защитников и цепляться за мячи. Другой сильной стороной Рондона является умение открываться для партнёров по команде. Кроме того, он обладает хорошей скоростью, техникой и координацией. С момента появления Рондона в Испании, по словам самого футболиста, его сравнивают с Патриком Клюйвертом, который обладал похожей манерой игры. К недостаткам венесуэльца можно отнести некоторое отсутствие игровой стабильности, а также не самую высокую выносливость.

## Вне футбола
Саломон Рондон женат, супругу футболиста зовут Валерия. В семье Рондона двое детей — дочь Рафаэла, родившаяся 1 августа 2014 года, и сын Родриго, который старше своей сестры на три года.
Любимым футболистом Рондона является бразилец Роналдо. Из других видов спорта Рондон увлекается боксом и баскетболом. Любимый номер Рондона — 23 — взят игроком в честь Майкла Джордана, ставшего кумиром для Саломона ещё в юности.
Свободное время футболист проводит за чтением, игрой в Nintendo и гуляя со своей собакой. Любимая музыка — рэп, венесуэльский и американский, больше других известных исполнителей нравится 50 Cent. Любимый фильм — «Гладиатор». В еде предпочитает венесуэльскую кухню, в том числе кукурузный хлеб арепу и лосося с рисом.

## Статистика выступлений

### Клубная
| Выступление          | Выступление      | Выступление      | Лига | Лига | Кубок | Кубок | Кубок лиги | Кубок лиги | Континент. | Континент. | Прочие | Прочие | Итого | Итого |
| Клуб                 | Лига             | Сезон            | Игры | Голы | Игры  | Голы  | Игры       | Голы       | Игры       | Голы       | Игры   | Голы   | Игры  | Голы  |
| -------------------- | ---------------- | ---------------- | ---- | ---- | ----- | ----- | ---------- | ---------- | ---------- | ---------- | ------ | ------ | ----- | ----- |
| Арагуа               | Примера          | 2006/07          | 21   | 7    | 0     | 0     | —          | —          | —          | —          | —      | —      | 21    | 7     |
| Арагуа               | Примера          | 2007/08          | 28   | 8    | 9     | 3     | —          | —          | —          | —          | —      | —      | 37    | 11    |
| Арагуа               | Итого            | Итого            | 49   | 15   | 9     | 3     | —          | —          | —          | —          | —      | —      | 58    | 18    |
| Лас-Пальмас          | Сегунда          | 2008/09          | 10   | 0    | 0     | 0     | —          | —          | —          | —          | —      | —      | 10    | 0     |
| Лас-Пальмас          | Сегунда          | 2009/10          | 36   | 10   | 1     | 2     | —          | —          | —          | —          | —      | —      | 37    | 12    |
| Лас-Пальмас          | Итого            | Итого            | 46   | 10   | 1     | 2     | —          | —          | —          | —          | —      | —      | 47    | 12    |
| Малага               | Примера          | 2010/11          | 30   | 14   | 2     | 2     | —          | —          | —          | —          | —      | —      | 32    | 16    |
| Малага               | Примера          | 2011/12          | 37   | 11   | 3     | 0     | —          | —          | —          | —          | —      | —      | 40    | 11    |
| Малага               | Итого            | Итого            | 67   | 25   | 5     | 2     | —          | —          | —          | —          | —      | —      | 72    | 27    |
| Рубин                | Премьер-лига     | 2012/13          | 25   | 7    | 0     | 0     | —          | —          | 12         | 5          | —      | —      | 37    | 12    |
| Рубин                | Премьер-лига     | 2013/14          | 11   | 6    | 0     | 0     | —          | —          | 8          | 6          | —      | —      | 19    | 12    |
| Рубин                | Итого            | Итого            | 36   | 13   | 0     | 0     | —          | —          | 20         | 11         | —      | —      | 56    | 24    |
| Зенит                | Премьер-лига     | 2013/14          | 10   | 7    | 0     | 0     | —          | —          | 2          | 1          | —      | —      | 12    | 8     |
| Зенит                | Премьер-лига     | 2014/15          | 26   | 13   | 2     | 1     | —          | —          | 16         | 6          | —      | —      | 44    | 20    |
| Зенит                | Премьер-лига     | 2015/16          | 1    | 0    | 0     | 0     | —          | —          | 0          | 0          | 1      | 0      | 2     | 0     |
| Зенит                | Итого            | Итого            | 37   | 20   | 2     | 1     | —          | —          | 18         | 7          | 1      | 0      | 58    | 28    |
| Вест Бромвич Альбион | Премьер-лига     | 2015/16          | 34   | 9    | 5     | 1     | 1          | 0          | —          | —          | —      | —      | 40    | 10    |
| Вест Бромвич Альбион | Премьер-лига     | 2016/17          | 38   | 8    | 1     | 0     | 1          | 0          | —          | —          | —      | —      | 40    | 8     |
| Вест Бромвич Альбион | Премьер-лига     | 2017/18          | 36   | 7    | 2     | 2     | 2          | 1          | —          | —          | —      | —      | 40    | 10    |
| Вест Бромвич Альбион | Итого            | Итого            | 108  | 24   | 8     | 3     | 4          | 1          | —          | —          | —      | —      | 120   | 28    |
| → Ньюкасл Юнайтед    | Премьер-лига     | 2018/19          | 32   | 11   | 0     | 0     | 1          | 1          | —          | —          | —      | —      | 33    | 12    |
| → Ньюкасл Юнайтед    | Итого            | Итого            | 32   | 11   | 0     | 0     | 1          | 1          | —          | —          | —      | —      | 33    | 12    |
| Далянь Ифан          | Суперлига        | 2019             | 11   | 5    | 1     | 0     | —          | —          | —          | —          | —      | —      | 12    | 5     |
| Далянь Ифан          | Суперлига        | 2020             | 16   | 9    | 0     | 0     | —          | —          | —          | —          | —      | —      | 16    | 9     |
| Далянь Ифан          | Итого            | Итого            | 27   | 14   | 1     | 0     | —          | —          | —          | —          | —      | —      | 28    | 14    |
| → ЦСКА (Москва)      | Премьер-лига     | 2020/21          | 10   | 4    | 3     | 0     | —          | —          | —          | —          | —      | —      | 13    | 4     |
| → ЦСКА (Москва)      | Итого            | Итого            | 10   | 4    | 3     | 0     | —          | —          | —          | —          | —      | —      | 13    | 4     |
| Эвертон              | Премьер-лига     | 2021/22          | 20   | 1    | 2     | 2     | 1          | 0          | —          | —          | —      | —      | 23    | 3     |
| Эвертон              | Премьер-лига     | 2022/23          | 7    | 0    | 0     | 0     | 1          | 0          | —          | —          | —      | —      | 8     | 0     |
| Эвертон              | Итого            | Итого            | 27   | 1    | 2     | 2     | 2          | 0          | —          | —          | —      | —      | 31    | 3     |
| Ривер Плейт          | Примера          | 2023             | 31   | 10   | 1     | 0     | —          | —          | 2          | 0          | —      | —      | 34    | 10    |
| Ривер Плейт          | Итого            | Итого            | 31   | 10   | 1     | 0     | —          | —          | 2          | 0          | —      | —      | 34    | 10    |
| Всего за карьеру     | Всего за карьеру | Всего за карьеру | 470  | 147  | 32    | 13    | 7          | 2          | 40         | 18         | 1      | 0      | 550   | 180   |

### Международная
| Сборная          | Сезон            | Товарищеские | Товарищеские | Официальные | Официальные | Итого | Итого |
| Сборная          | Сезон            | Игры         | Голы         | Игры        | Голы        | Игры  | Голы  |
| ---------------- | ---------------- | ------------ | ------------ | ----------- | ----------- | ----- | ----- |
| Венесуэла        |                  |              |              |             |             |       |       |
| 2008             | 3                | 1            | 0            | 0           | 3           | 1     |       |
| 2009             | 3                | 1            | 0            | 0           | 3           | 1     |       |
| 2010             | 3                | 0            | 0            | 0           | 3           | 0     |       |
| 2011             | 2                | 2            | 9            | 1           | 11          | 3     |       |
| 2012             | 3                | 2            | 5            | 3           | 8           | 5     |       |
| 2013             | 1                | 0            | 5            | 2           | 6           | 2     |       |
| 2014             | 2                | 0            | 0            | 0           | 2           | 0     |       |
| 2015             | 4                | 1            | 6            | 1           | 10          | 2     |       |
| 2016             | 2                | 2            | 9            | 2           | 11          | 4     |       |
| 2017             | 3                | 0            | 6            | 1           | 9           | 1     |       |
| 2018             | 4                | 2            | 0            | 0           | 4           | 2     |       |
| 2019             | 6                | 9            | 4            | 0           | 10          | 9     |       |
| 2020             | 0                | 0            | 2            | 1           | 2           | 1     |       |
| 2022             | 4                | 4            | 5            | 3           | 9           | 7     |       |
| 2023             | 2                | 1            | 0            | 0           | 2           | 1     |       |
| Всего за карьеру | Всего за карьеру | 42           | 25           | 51          | 14          | 93    | 39    |

### Голы за сборную Венесуэлы
| #   | Дата             | Место                                                     | Противник         | Счёт | Результат | Соревнование             |
| --- | ---------------- | --------------------------------------------------------- | ----------------- | ---- | --------- | ------------------------ |
| 1.  | 23 марта 2008    | Хосе Антонио Ансоатеги, Пуэрто-ла-Крус, Венесуэла         | Сальвадор         | 1:0  | 1:0       | Товарищеский матч        |
| 2.  | 11 февраля 2009  | Монументаль де Матурин, Матурин, Венесуэла                | Гватемала         | 2:1  | 2:1       | Товарищеский матч        |
| 3.  | 9 февраля 2011   | Хосе Антонио Ансоатеги, Пуэрто-ла-Крус, Венесуэла         | Коста-Рика        | 1:1  | 2:2       | Товарищеский матч        |
| 4.  | 9 февраля 2011   | Хосе Антонио Ансоатеги, Пуэрто-ла-Крус, Венесуэла         | Коста-Рика        | 2:2  | 2:2       | Товарищеский матч        |
| 5.  | 13 июля 2011     | Падре Эрнесто Мартеарена, Сальта, Аргентина               | Парагвай          | 0:1  | 3:3       | Кубок Америки 2011       |
| 6.  | 23 мая 2012      | Полидепортиво Качамай, Сьюдад-Гуаяна, Венесуэла           | Молдавия          | 2:0  | 4:0       | Товарищеский матч        |
| 7.  | 23 мая 2012      | Полидепортиво Качамай, Сьюдад-Гуаяна, Венесуэла           | Молдавия          | 4:0  | 4:0       | Товарищеский матч        |
| 8.  | 2 июня 2012      | Сентенарио, Монтевидео, Уругвай                           | Уругвай           | 1:1  | 1:1       | Отборочные матчи ЧМ 2014 |
| 9.  | 11 сентября 2012 | Дефенсорес дель Чако, Асунсьон, Парагвай                  | Парагвай          | 1:0  | 2:0       | Отборочные матчи ЧМ 2014 |
| 10. | 11 сентября 2012 | Дефенсорес дель Чако, Асунсьон, Парагвай                  | Парагвай          | 2:0  | 2:0       | Отборочные матчи ЧМ 2014 |
| 11. | 26 марта 2013    | Полидепортиво Качамай, Сьюдад-Гуаяна, Венесуэла           | Колумбия          | 1:0  | 1:0       | Отборочные матчи ЧМ 2014 |
| 12. | 10 сентября 2013 | Хосе Антонио Ансоатеги, Пуэрто-ла-Крус, Венесуэла         | Перу              | 1:0  | 3:2       | Отборочные матчи ЧМ 2014 |
| 13. | 15 июня 2015     | Эль-Теньенте, Ранкагуа, Чили                              | Колумбия          | 0:1  | 0:1       | Кубок Америки 2015       |
| 14. | 8 сентября 2015  | Хосе Антонио Ансоатеги, Пуэрто-ла-Крус, Венесуэла         | Панама            | 1:1  | 1:1       | Товарищеский матч        |
| 15. | 27 мая 2016      | Национальный стадион, Сан-Хосе, Коста-Рика                | Коста-Рика        | 1:0  | 1:2       | Товарищеский матч        |
| 16. | 1 июня 2016      | Локхарт Стэдиум, Форт-Лодердейл, США                      | Гватемала         | 1:1  | 1:1       | Товарищеский матч        |
| 17. | 9 июня 2016      | Линкольн Файненшел Филд, Филадельфия, США                 | Уругвай           | 1:0  | 1:0       | Кубок Америки 2016       |
| 18. | 18 июня 2016     | Джиллетт Стэдиум, Фоксборо, США                           | Аргентина         | 1:3  | 1:4       | Кубок Америки 2016       |
| 19. | 29 марта 2017    | Монументаль Давид Арельяно, Сантьяго, Чили                | Чили              | 1:3  | 1:3       | Отборочные матчи ЧМ 2018 |
| 20. | 12 сентября 2018 | Эстадио Роммель Фернандес, Панама, Панама                 | Панама            | 1:0  | 2:0       | Товарищеский матч        |
| 21. | 12 сентября 2018 | Эстадио Роммель Фернандес, Панама, Панама                 | Панама            | 2:0  | 2:0       | Товарищеский матч        |
| 22. | 22 марта 2019    | Ванда Метрополитано, Мадрид, Испания                      | Аргентина         | 1:0  | 3:1       | Товарищеский матч        |
| 23. | 9 июня 2019      | Нипперт Стэдиум, Цинциннати, США                          | США               | 1:0  | 3:0       | Товарищеский матч        |
| 24. | 9 июня 2019      | Нипперт Стэдиум, Цинциннати, США                          | США               | 3:0  | 3:0       | Товарищеский матч        |
| 25. | 11 октября 2019  | Олимпийский стадион, Каракас, Венесуэла                   | Боливия           | 3:0  | 4:1       | Товарищеский матч        |
| 26. | 11 октября 2019  | Олимпийский стадион, Каракас, Венесуэла                   | Боливия           | 4:1  | 4:1       | Товарищеский матч        |
| 27. | 15 октября 2019  | Олимпийский стадион, Каракас, Венесуэла                   | Тринидад и Тобаго | 1:0  | 2:0       | Товарищеский матч        |
| 28. | 19 ноября 2019   | Суйта, Суйта, Япония                                      | Япония            | 1:0  | 4:1       | Товарищеский матч        |
| 29. | 19 ноября 2019   | Суйта, Суйта, Япония                                      | Япония            | 2:0  | 4:1       | Товарищеский матч        |
| 30. | 19 ноября 2019   | Суйта, Суйта, Япония                                      | Япония            | 3:0  | 4:1       | Товарищеский матч        |
| 31. | 17 ноября 2020   | Олимпийский стадион, Каракас, Венесуэла                   | Чили              | 2:1  | 2:1       | Отборочные матчи ЧМ 2022 |
| 32. | 28 января 2022   | Агустин Товар, Баринас, Венесуэла                         | Боливия           | 1:0  | 4:1       | Отборочные матчи ЧМ 2022 |
| 33. | 28 января 2022   | Агустин Товар, Баринас, Венесуэла                         | Боливия           | 2:0  | 4:1       | Отборочные матчи ЧМ 2022 |
| 34. | 28 января 2022   | Агустин Товар, Баринас, Венесуэла                         | Боливия           | 4:1  | 4:1       | Отборочные матчи ЧМ 2022 |
| 35. | 1 июня 2022      | Национальный стадион, Та-Кали, Мальта                     | Мальта            | 0:1  | 0:1       | Товарищеский матч        |
| 36. | 27 сентября 2022 | Винер-Нойштадт Арена, Винер-Нойштадт, Австрия             | ОАЭ               | 0:2  | 0:4       | Товарищеский матч        |
| 37. | 15 ноября 2022   | Аль-Хамрия, Аль-Хамрия, ОАЭ                               | Панама            | 1:2  | 2:2       | Товарищеский матч        |
| 38. | 20 ноября 2022   | Аль-Рашид, Дубай, ОАЭ                                     | Сирия             | 2:1  | 2:1       | Товарищеский матч        |
| 39. | 24 марта 2023    | им. принца Абдуллы аль-Файсала, Джидда, Саудовская Аравия | Саудовская Аравия | 0:2  | 1:2       | Товарищеский матч        |

## Достижения

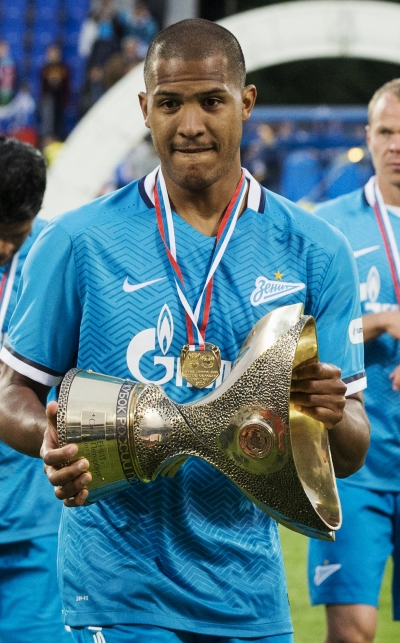
Рондон после победы с «Зенитом» в Суперкубке России

### Командные
«Арагуа»
- Обладатель Кубка Венесуэлы: 2007/08

«Зенит»
- Вице-чемпион России: 2013/14
- Чемпион России: 2014/15
- Обладатель Суперкубка России: 2015

«Ривер Плейт»
- Чемпион Аргентины: 2023

«Пачука»
- Обладатель Кубка чемпионов КОНКАКАФ: 2024

### Личные
- Лучший молодой игрок чемпионата Венесуэлы: 2008
- Лучший игрок месяца РФПЛ: сентябрь 2014[150]
- В списках 33 лучших футболистов чемпионата России: № 2 — 2015[76]
- Игрок года ФК «Ньюкасл Юнайтед»: 2018/19
- Лучший игрок Кубка чемпионов КОНКАКАФ: 2024